# Aldo Cavalli
Aldo Cavalli (ur. 18 października 1946 w Maggianico di Lecco) – włoski duchowny katolicki, arcybiskup, nuncjusz apostolski, specjalny wizytator apostolski dla Medziugoria od 2021.

## Życiorys
18 marca 1971 otrzymał święcenia kapłańskie i został inkardynowany do diecezji Bergamo. W 1975 rozpoczął przygotowanie do służby dyplomatycznej na Papieskiej Akademii Kościelnej. 
2 lipca 1996 został mianowany przez Jana Pawła II nuncjuszem apostolskim w Angoli i na Wyspach Świętego Tomasza i Książęcej oraz arcybiskupem tytularnym Vibo. Sakry biskupiej 26 sierpnia 1996 udzielił mu ówczesny Sekretarz Stanu - kardynał Angelo Sodano. 
28 czerwca 2001 został przeniesiony do nuncjatury w Chile, a 29 października 2007 do nuncjatury w Kolumbii.
16 lutego 2013 został przeniesiony do nuncjatury na Malcie. 13 kwietnia 2013 został równocześnie akredytowany nuncjuszem apostolskim w Libii.
Od 21 marca 2015 pełnił funkcję nuncjusza apostolskiego w Holandii.
27 listopada 2021 został mianowany przez papieża Franciszka wizytatorem apostolskim o charakterze specjalnym dla parafii w Medziugoriu. 